# Antike Polychromie

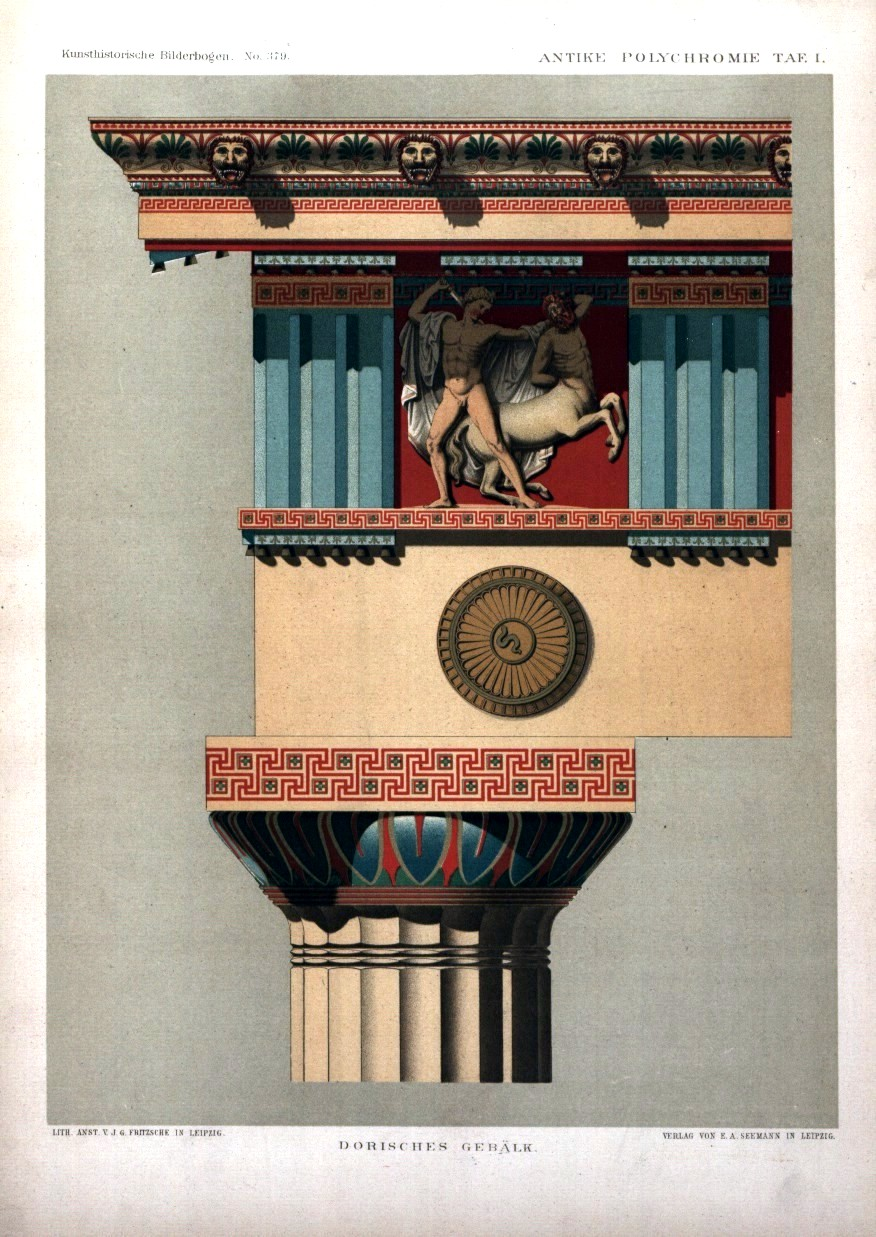
Dorische Architektur. Versuch einer Rekonstruktion (1883)

Die antike Polychromie (die ursprüngliche Farbigkeit von Baudenkmälern, aber auch von Skulpturen des klassischen griechischen und römischen Altertums) war seit dem 18. Jahrhundert bekannt. Über Art und Umfang der Farbfassungen wurde im 19. Jahrhundert ausdauernd gestritten, und auch später beschäftigten sich Fachleute immer wieder mit dieser Frage. Ins öffentliche Bewusstsein gelangte nur sehr zögernd etwas davon, neuere Forschungen erweitern nun ständig die Kenntnisse auf diesem Gebiet. Die Ergebnisse werden mit großer Resonanz auf Sonderausstellungen gezeigt.

## Farbiges Altertum

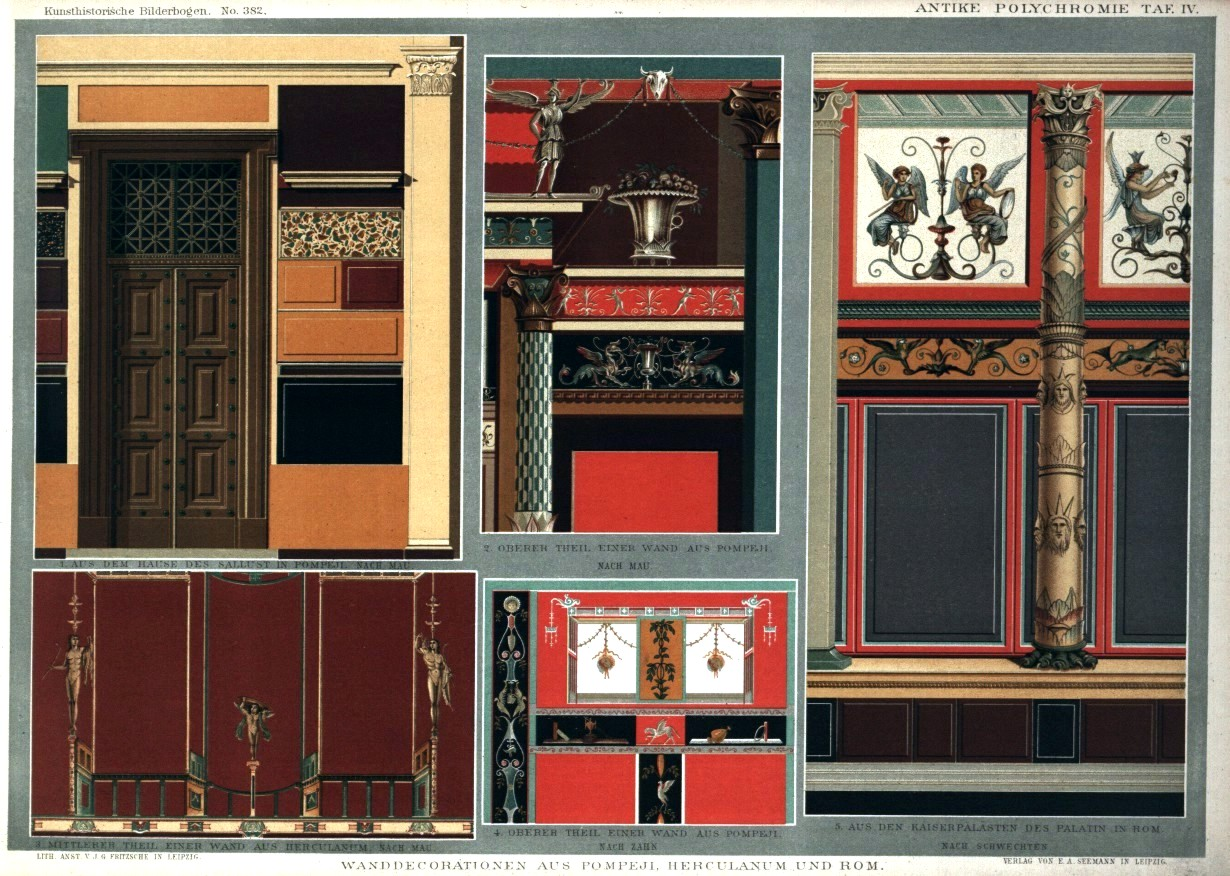
Farbige Beispiele aus Pompeji, Herkulaneum und Rom (1883)

Alle Völker des Altertums gestalteten ihre Tempel und Paläste, ihre Götter- und Menschenbilder farbig – Ägypter und Sumerer ebenso wie Babylonier, Assyrer und Perser. In Griechenland gab es schon in archaischer Zeit Tempelbauten mit farbiger Terrakotta. Seit dem 6. Jahrhundert v. Chr. wurden Kapitelle, Gebälk und Giebel steinerner Tempel in kräftigen Farben (Gelb, Blau, Rot) bemalt. Die einfarbigen Giebelfelder dieser Bauten dienten als Hintergründe für mehrfarbige Figurengruppen. Ein frühes Beispiel dafür ist der Aphaiatempel auf der Insel Ägina, um 570 v. Chr. erbaut. Später nahm die römische Kunst griechische Vorbilder auf, hatte aber auch eigene Quellen in den farbigen Bau- und Bildwerken der etruskischen Kunst. Umfangreiche Ausgrabungen, etwa in Herkulaneum und Pompeji, belegen die Farbigkeit römischer Bauwerke.
Antike Skulpturen wurden ebenso mit kräftigen Farben bemalt wie die Bauwerke dieser Epoche. In der Zeit des Hellenismus ergänzten Pastelltöne wie Rosa und Hellblau die Farbpalette. Hell-Dunkel-Abstufungen innerhalb einer Farbe unterstrichen die Formen, etwa bei der Gestaltung eines Faltenwurfs. Marmor- und Bronzestatuen waren oft vollständig, zumindest aber in Teilen bunt bemalt. Getönte Wachsschichten wurden aufgetragen, um die Hautpartien lebendig erscheinen zu lassen. Um den Augen Ausdruck zu verleihen, verwendete man zuweilen Halbedelsteine oder Email. Auch Gold war ein beliebtes Material. Bei der so genannten Chryselephantin-Technik wurden Gesicht, Hände und Füße der Holz- oder Marmorfiguren mit Goldblech und Elfenbein belegt. Beispiele für diese Technik sind die Zeusstatue des Bildhauers Phidias in Olympia und seine Athene Parthenos, die mit abnehmbaren Goldplättchen im Gesamtgewicht von rund einer Tonne bedeckt gewesen sein soll.
Welche Bedeutung die Farbe einst für die antike Skulptur hatte, lässt sich aus einer Anekdote ablesen, die von Plinius dem Älteren überliefert wurde. Danach fragte man den hervorragenden Bildhauer Praxiteles, welche seiner Marmorstatuen ihm selbst am besten gefielen. „Diejenigen, an die Nikias (ein damals berühmter Maler) Hand angelegt hat“, soll der Meister geantwortet haben.

## Farben und Maltechnik
Als eine wichtige antike Quelle für die in der griechischen und römischen Antike verwendeten Farben gilt die Naturkunde (Naturalis historia, um 77 n. Chr.) von Plinius dem Älteren. Wissenschaftliche Probennahmen und deren Untersuchungen reichen etwa 200 Jahre zurück. Zu Beginn des 19. Jahrhunderts untersuchte der englische Physiker und Chemiker Michael Faraday Farbreste an Athener Marmorbauten. Ende des 19. Jahrhunderts wurden naturwissenschaftliche Forschungseinrichtungen für die Arbeiten der großen europäischen Museen geschaffen, so beispielsweise 1888 ein chemisches Forschungslabor an den Königlichen Museen in Berlin. Heute spielen insbesondere berührungs- und zerstörungsfreie Methoden eine Rolle.
Das Mineral Zinnober war für rote Flächen besonders beliebt, gebräuchlich war aber auch der weniger intensive Hämatit. Ocker, ein Gemisch aus Brauneisenstein mit Ton, Quarz und Kalk lieferte gelbliche und gelbbraune Töne. Aus dem Mineral Azurit ließen sich Ultramarin, Kobaltblau oder Türkis gewinnen. Für Grüntöne gab es Malachit, ein Verwitterungsprodukt des Azurits (daher kann man heute nicht ausschließen, dass grüne Pigmente früher einmal blau waren). Kräftiges Gelb oder Orange stammte von hochgiftigen Arsenverbindungen aus den Minen Anatoliens. Der Ruß verbrannter Knochensubstanzen fand als Schwarz Verwendung. Seit dem 5. Jahrhundert v. Chr. verwendete man zusätzlich Mischungen weißer Pigmente mit organischen Farbstoffen. Zum Beispiel ergab das Purpurrot ausgekochter Krappwurzeln, mit Weiß aufgehellt, sehr geeignete Hautfarben.

## Die Polychromie antiker Keramik
Der beim Töpfern von Keramik verwendete Ton enthielt, je nach Herkunft, verschiedene Metalle. So hat der in der Antike verwendete attische Ton einen hohen Eisenanteil, welcher sich beim Brennen, durch Oxidation und Reduktion, kontrolliert rot oder schwarz färbte. Man spricht in Bezug auf Keramik über Polychromie, wenn zum Teil bemalte Vasen erst nach dem Brennvorgang fertigbemalt wurden. Grund hierfür war beispielsweise die Empfindlichkeit der Farbe auf Hitze, davor wurden sie mit einer Grundierung versehen, wie beispielsweise mit dem Tonmineral Kaolinit. Manche Farben haben aufgrund ihres Alters oder der Lagerung die Farbe gewechselt, sind oxidiert; außerdem lösten sich mineralische Farben häufiger als organische. Organische Farben haben sich bis heute mit dem jeweiligen Untergrund fest verbunden.
Geschaffen wurde polychrome Keramik der Klassischen Antike von 800 v. Chr. bis 600 n. Chr. im römischen und griechischen Herrschaftsraum.
Bekannte Vertreter waren der Maler Nikias (Anekdote v. Plinius d. Älteren), der Diosphos-Maler und weitere.

## Wiederentdeckung der Antike

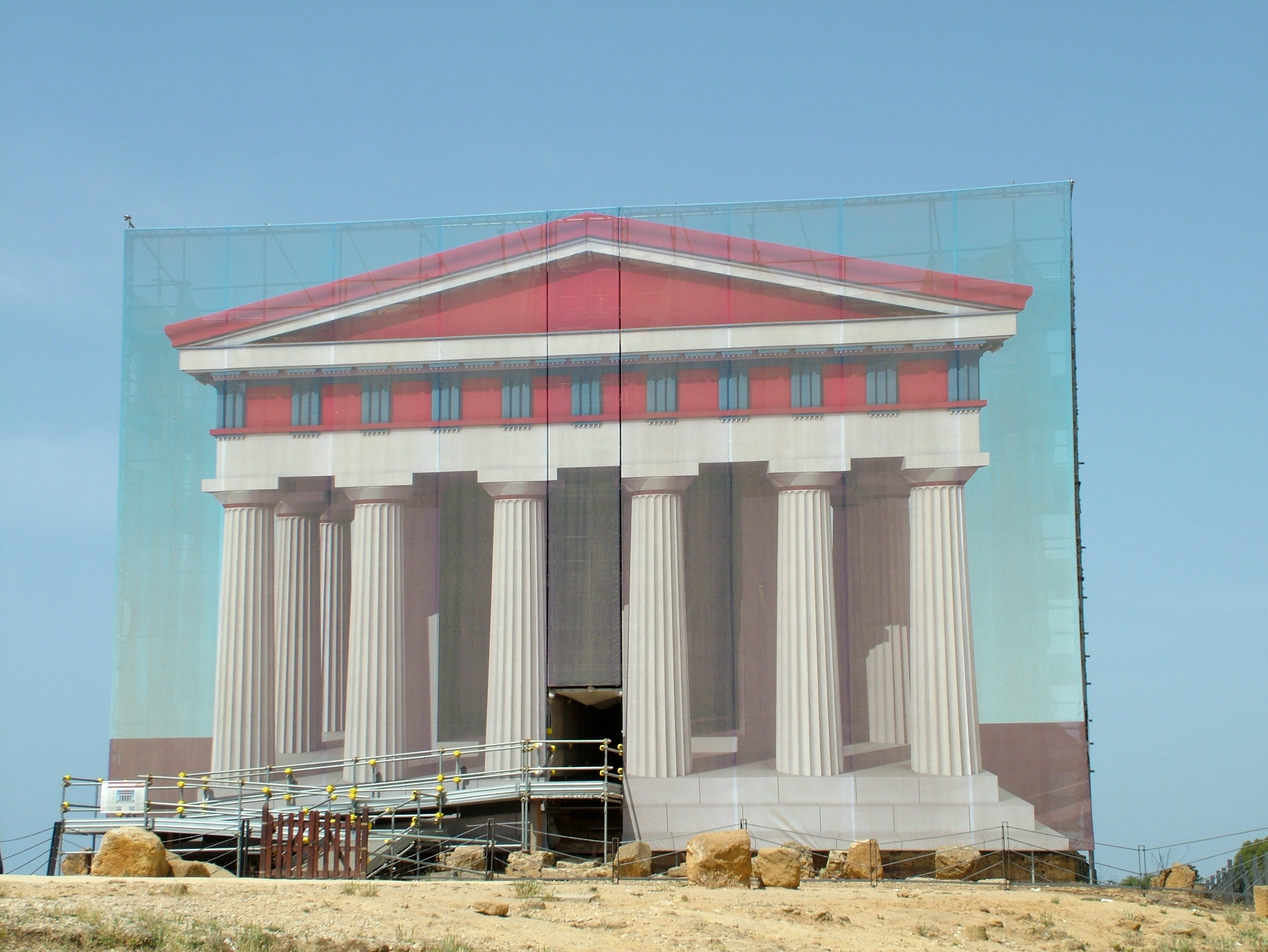
Farbrekonstruktion am Baugerüst des Concordiatempels in Agrigent

Die klassischen Traditionen waren in den „dunklen Jahrhunderten“ des Mittelalters und in der frühen Neuzeit fast völlig verloren gegangen. Sie wurden wieder aufgegriffen in der Renaissance (wörtlich: Wiedergeburt), zunächst im Italien des 15. Jahrhunderts, als man daranging, die Kultur aus dem Geist der Antike zu erneuern. Baumeister und Bildhauer orientierten sich an dem, was an Kunst des klassischen Altertums noch vorhanden war. Allerdings verzichteten die Baumeister der Zeit auf den Gebrauch von Farbe, ebenso die großen Bildhauer wie Donatello oder Michelangelo. Die Oberflächen ihrer Skulpturen behielten den unveränderten Farbton des verwendeten Materials – gelegentlich Bronze, meist Marmor.
Rund dreihundert Jahre später wurde die Antike – und damit auch ihre Interpretation in der Renaissance – abermals Gegenstand intensiver Betrachtung. Der deutsche Archäologe und Kunstschriftsteller Johann Joachim Winckelmann idealisierte die griechische und römische Klassik unter dem Schlagwort „edle Einfalt, stille Größe“, erklärte sie zum alleinigen Maßstab für künstlerische Vollkommenheit und prägte damit ganz wesentlich den deutschen Klassizismus. Seine Arbeiten erschienen, als das Zeitalter der Aufklärung seinen Höhepunkt erreicht hatte. Vernunft und Einfachheit sollten den dominierenden Einfluss der Religion und den Formenreichtum des feudalen Barock ablösen. Weiß galt als ästhetische Entsprechung dieser Ziele. In seinem Hauptwerk, der „Geschichte der Kunst des Altertums“ von 1764, schrieb Winckelmann: „Da nun die weiße Farbe diejenige ist, welche die mehresten Lichtstrahlen zurückschicket, … so wird auch ein schöner Körper desto schöner sein, je weißer er ist.“ Auch Winckelmann wusste offenbar von den Farbspuren auf antiken Kunstwerken, beklagte aber „die barbarische Sitte des Bemalens von Marmor und Stein“ als bedauerliche Ausnahme. Seine Anhänger vertraten noch lange diesen Standpunkt, indem sie farbige antike Skulpturen entweder als primitive Frühformen abtaten oder dem Sonderfall der etruskischen Kunst zurechneten.

## Unterschiedliche Ansichten

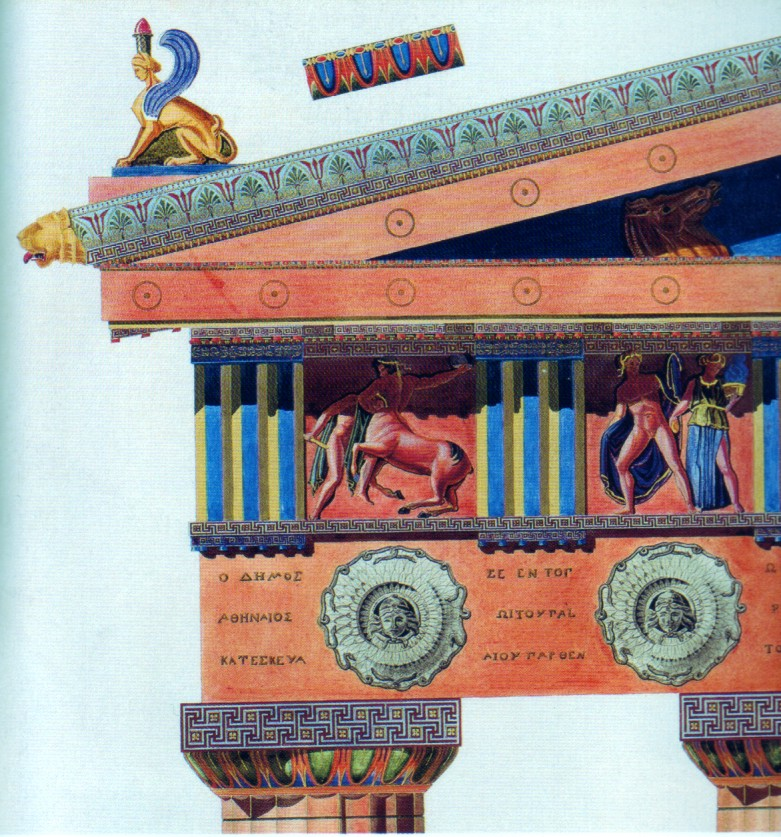
Detail des Parthenon in Athen. Rekonstruktionsversuch von Gottfried Semper (1836)

Die Ansichten Winckelmanns beeinflussten für lange Zeit den Blick auf die Antike, nach Ansicht mancher Beobachter sogar bis heute. Es erhob sich aber auch Widerspruch. 1811 wurden die Giebelfiguren des Aphaiatempels von Ägina aufgefunden, behaftet mit deutlichen Farbresten. 1812 erwarb Johann Martin von Wagner, Bildhauer, Maler und Kunstagent des Bayernkönigs Ludwig I., die Stücke für die königliche Sammlung in München. In einer Veröffentlichung von 1817 bewertete er die Farbigkeit antiker Kunstwerke völlig anders als Winckelmann und erregte damit großes Aufsehen. Seine Zusammenfassung: „Wir wundern uns über diesen scheinbar bizarren Geschmack und beurtheilen ihn als eine barbarische Sitte. (…) Hätten wir vorerst unsere Augen rein und vorurtheilsfrey, und das Glück zugleich, einen dieser griechischen Tempel in seiner ursprünglichen Vollkommenheit zu sehen, ich wette, wir würden unser voreiliges Urtheil gern wieder zurücknehmen.“

„Polychromische Studie fuer den Mittelbau“, klassizistische Studie Ernst Zillers nach dem Vorbild Sempers wohl für die Athener Akademie

Es begann nun die Zeit intensiver archäologischer Aktivitäten im Mittelmeerraum, und immer wieder verwiesen Kunstwissenschaftler und Architekten auf das Phänomen der Polychromie. 1815 publizierte Quatremère de Quincy sein Werk über die Zeusstatue von Olympia und benannte darin antike Textstellen zur Farbigkeit klassischer Skulpturen. Jakob Ignaz Hittorff, ein französischer Architekt und Archäologe deutscher Herkunft, gab 1830 sein Werk De l’architecture polychrome chez les grecs heraus. Der Hamburger Architekt Gottfried Semper bereiste zwischen 1830 und 1833 Italien und Griechenland, um die Bauten der Antike zu studieren. 1834 veröffentlichte er Vorläufige Bemerkungen über die bemalte Architektur und Plastik bei den Alten und 1836 die Schrift Die Anwendung der Farben in der Architectur und Plastik – dorisch-griechische Kunst, reich illustriert und vom Autor zum Teil handkoloriert. Adolf Furtwängler, Archäologe und Direktor der Münchner Glyptothek, untersuchte abermals die Giebelfiguren des Aphaiatempels, die in seinem Hause aufbewahrt wurden. Er ließ eine farbige Rekonstruktion der Westfassade des Tempels in verkleinertem Maßstab anfertigen und schrieb 1906 in einer grundlegenden Publikation: „Wie unendlich wichtig aber die Farbe am antiken Tempel und seinem plastischen Schmuck ist, das empfindet wohl ein jeder, wenn er von dem rekonstruierten farbigen Bilde zu dem farblosen zurückkehrt. Man hat ja keinen Begriff von der leuchtenden, frohen Schönheit altgriechischer Kunst, wenn man ihren Farbenschmuck nicht kennt.“
An der Tatsache der Farbigkeit antiker Kunst konnte da schon lange kein ernsthafter Zweifel mehr bestehen, wohl aber an ihrem konkreten ursprünglichen Erscheinungsbild. Obwohl die Fachleute von Wagner bis Furtwängler übereinstimmend auf die Bedeutung der Farbe für die Kunst der Antike hingewiesen hatten, stimmten ihre Schlussfolgerungen im Einzelnen keineswegs überein. Mehr oder weniger starke Bindung an die Thesen Winckelmanns, meist nur fragmentarisch vorhandene Farbspuren und ungeeignete Untersuchungsmethoden ließen viel Raum für unterschiedliche Interpretationen. So entwickelte sich der Polychromiestreit, der während des ganzen 19. Jahrhunderts anhielt. Neben den Anhängern der Extreme – „alles war weiß“ bzw. „alles war bunt“ – gab es andere, die mittlere Positionen einnahmen. Möglich war dies auch deshalb, weil die im Altertum verwendeten Farben unterschiedlich dauerhaft waren. Ocker ging relativ schnell verloren, Mineralfarben wie Rot und Blau überdauerten Jahrhunderte. Solange also beweiskräftige Methoden nicht zur Verfügung standen, konnte man glauben, die Farben der Antike seien Rot und Blau auf Weiß gewesen – weil oft nur diese Farben noch zu erkennen waren.

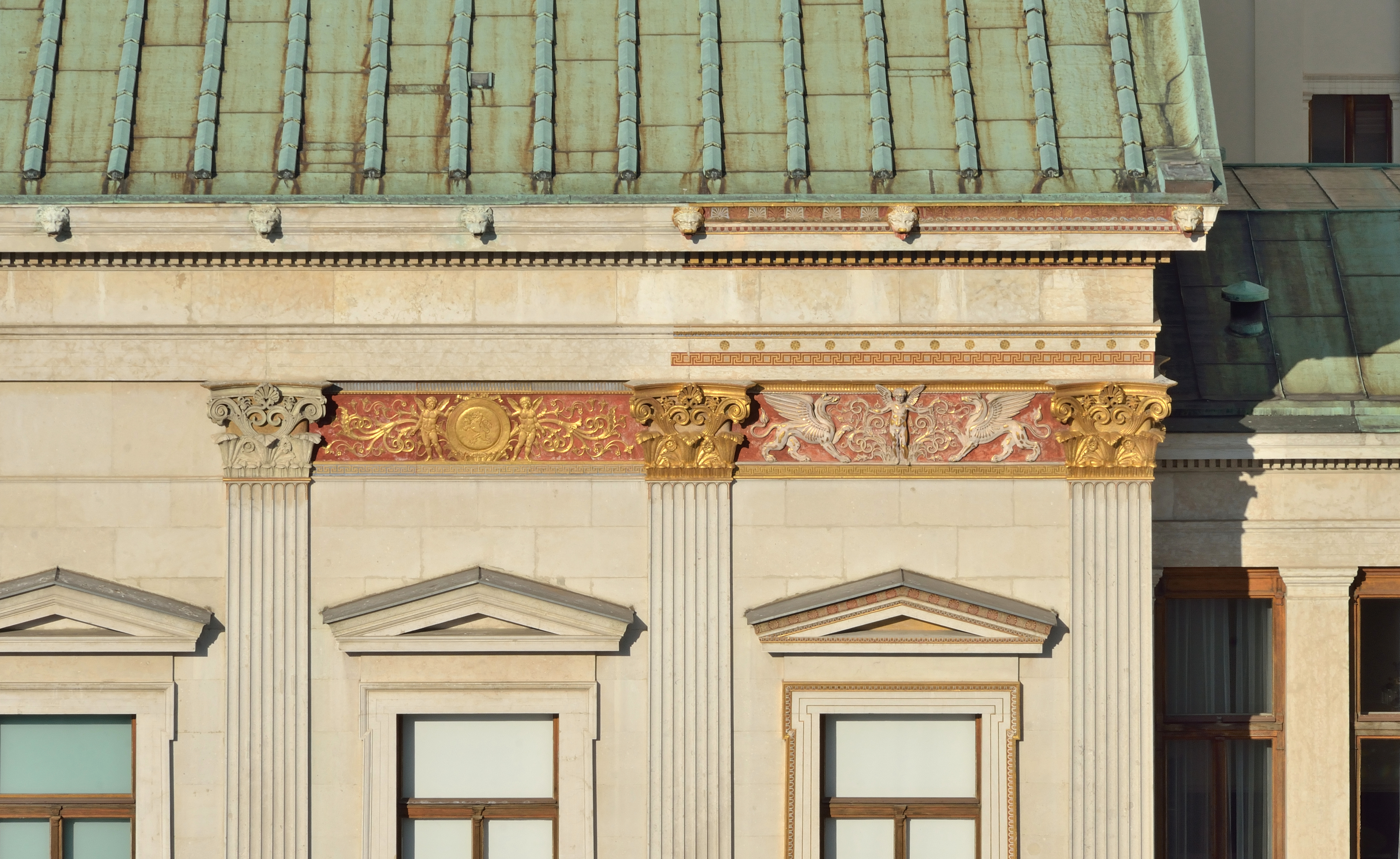
Einer der farbig gestalteten Fassadenteile des Reichsratsgebäudes in Wien

Ursprünglich wollte der Architekt Theophil von Hansen das Ende des 19. Jahrhunderts in der Zeit des Historismus in der Form am Vorbild antiker griechischer Tempel orientierte Reichsratsgebäude in Wien außen polychrom gestalten. Farbe wurde allerdings als „urvölkerhafte“, wenn nicht sogar „barbarische“ Kunstweise betrachtet. Dies beeinflusste das Baukomitee, welche den Vorschlag des Architekten zur mehrfarbigen Außengestaltung ablehnte. Erschwerend dazu kamen die Kostengründe. Von Hansen wurde lediglich gestattet, Proben anzufertigen. Diese befinden sich an der linken Ecke der Fassade des Parlamentsgebäudes sowie an der Ecke Reichsratsstraße/Schmerlingplatz und zeugen noch heute von Hansens Konzept.
Auseinandersetzungen dieser Art erreichten allerdings das große Publikum kaum. Im 20. Jahrhundert nahm auch das Interesse der Archäologen und Kunsthistoriker an der Frage spürbar ab. Zur Erklärung wird neben dem Hinweis auf die beiden Weltkriege die Orientierung auf die Ästhetik der Moderne genannt, die allgemeine Abkehr von Ornament und Dekor. Diese Zurückhaltung dauerte bis weit in die zweite Hälfte des Jahrhunderts.

## Neuere Forschung

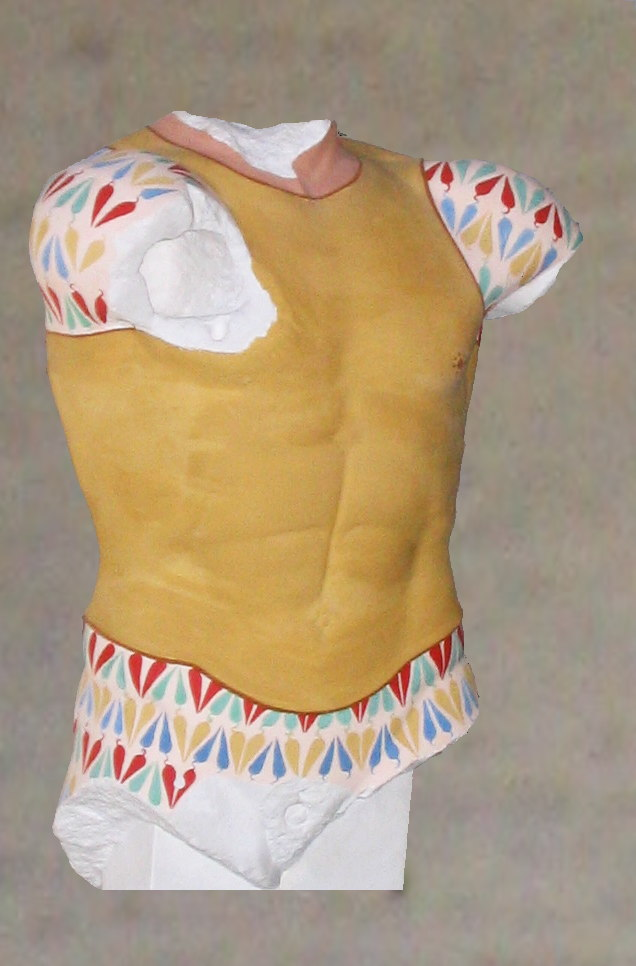
Rekonstruktion eines Panzertorsos der Athener Akropolis. In einer neueren Version wurde statt Ocker Gold verwendet.

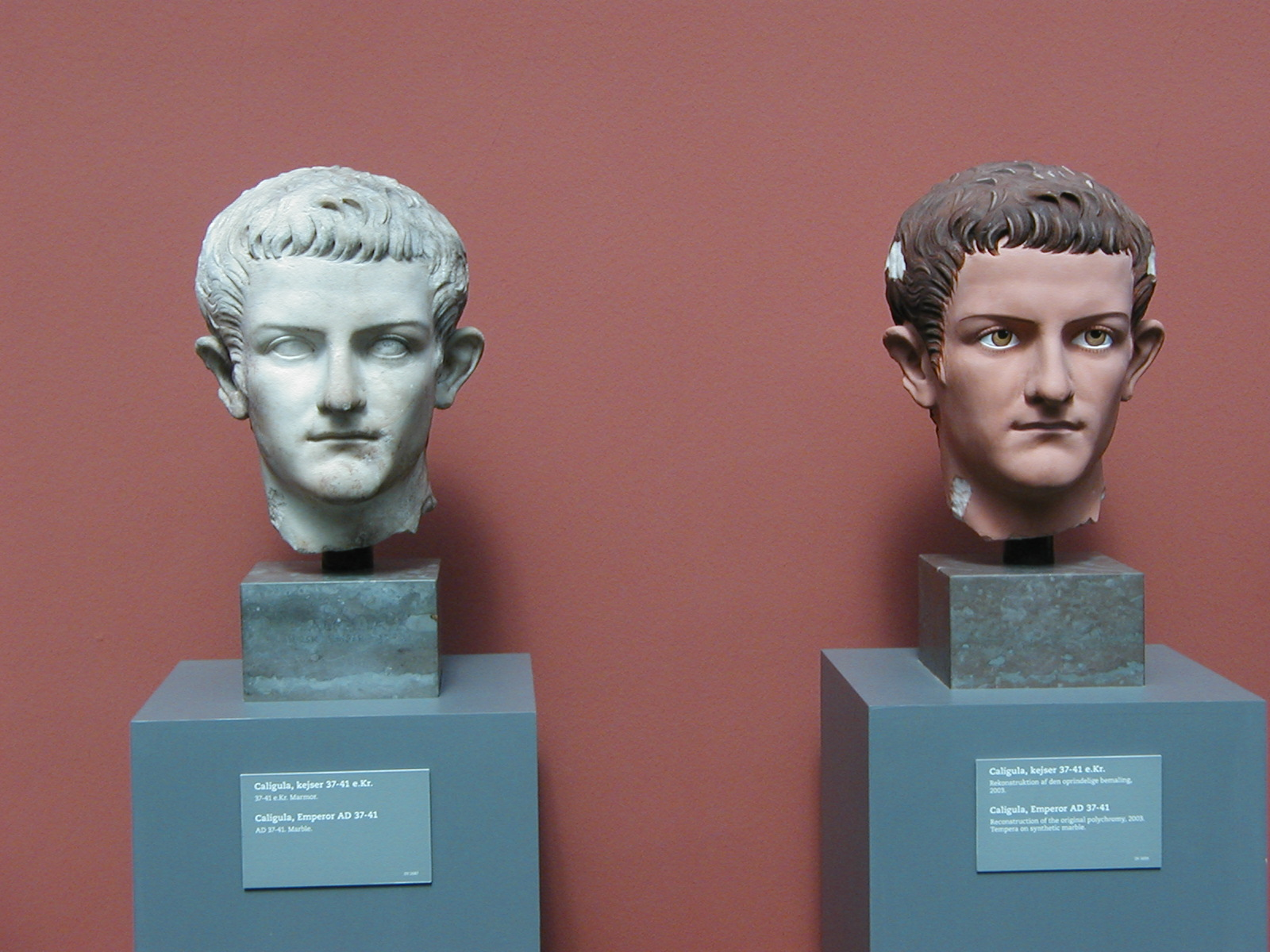
Links Porträtbüste des römischen Kaisers Caligula mit Farbresten, rechts daneben eine Gipsreplik mit dem Versuch, die antike Polychromie zu rekonstruieren. Ny Carlsberg Glyptotek, Kopenhagen

In den 1960er Jahren begannen in München erste, vielversprechende Versuche, mit Hilfe von ultraviolettem (UV) Licht die Spuren einstiger Bemalung an einigen Skulpturen der Glyptothek wieder sichtbar zu machen. Seit den 1980er Jahren erforschte eine Arbeitsgruppe um den Archäologen Volkmar von Graeve mit modernen technischen Hilfsmitteln die Polychromie der Antike. Einer der Mitarbeiter, Vinzenz Brinkmann, setzte seine Forschungsarbeit an der Münchner Glyptothek fort. Allein oder zusammen mit anderen Wissenschaftlern untersuchte er Hunderte von griechischen und römischen Kunstwerken, im eigenen Haus oder in anderen Museen weltweit. Gemeinsam mit seiner Frau, der Archäologin Ulrike Koch-Brinkmann, erarbeitete er eine ständig wachsende Anzahl von Rekonstruktionen, farbigen Darstellungen auf Kunstmarmor- oder Gipsabgüssen. Den Fachleuten sind dabei Grenzen gesetzt, die sie verschieben, aber nicht aufheben können. Auch die jeweils neuesten Methoden liefern bestenfalls genauere Näherungswerte, aber keine in allen Details unzweifelhaft originalgetreuen Fassungen. Um methodisch korrekt vorzugehen, werden daher gelegentlich mehrere denkbare Varianten hergestellt, ungesicherte Partien bleiben ausgespart.
Eine grundlegende Technik zur Ermittlung früherer Farbaufträge basiert auf den so genannten Verwitterungsreliefs. Wenig haltbare Farben wie Ocker hinterließen bald freie Partien, die der Witterung länger ausgesetzt waren als andere. Durch langjährige, vergleichende Untersuchungen kann man aus den so entstandenen, sehr flachen Reliefs die früheren Farben recht genau bestimmen. Dafür wird spezielles Streiflicht eingesetzt, straff gebündeltes Licht, das schräg auf die Oberflächen trifft und selbst geringfügigste Unebenheiten deutlich erkennen lässt. Auch leicht vertiefte Linien, mit denen einst Ornamente vorgezeichnet worden waren, werden auf diese Weise sichtbar. Wo zerstörungsfrei untersucht werden muss, Probeentnahmen also nicht möglich sind, wird die Reflexionsspektralfotometrie angewandt, die auf der Lichtabsorption der Farbpigmente beruht. Weitere spezielle Techniken sind Auflicht-Stereomikroskopie, Röntgendiffraktrometrie, Infrarot-Spektrografie, UV-Fluoreszenzfotografie und UV-Reflexionsfotografie.
Das Wissen um die Polychromie der Antike wird unter Archäologen immer geläufiger und erreicht auch in zunehmendem Maße das interessierte Publikum. Hier leistet die von Brinkmann konzipierte Wanderausstellung Bunte Götter Pionierarbeit, die schon in mehreren Ländern zu sehen war. Auch im Museum für Abgüsse Klassischer Bildwerke in München fand 2008 eine Ausstellung zu Farbigkeit antiker Plastik statt. In der Ausstellung „Begegnung in bunt – Farbfassungen antiker griechischer und chinesischer Plastik im Vergleich“ ging es neben Parallelen von chinesischer und antiker griechischer Kunst aus der gleichen Zeit auch um die Farbigkeit von diesen Plastiken. Neben der theoretischen Arbeit wurde auch handwerklich der Arbeitsprozess zur Bemalung gezeigt. Als Ergebnis wurden bemalte Abgüsse von Teilen des Istanbuler Alexandersarkophages sowie zweier Krieger aus der Grabanlage des ersten chinesischen Kaisers Qin Shihuangdi ausgestellt.
Trotz dieser Ausstellungen und Publikationen gelten weiße Marmorstatuen häufig immer noch als antike Originale. Jahrhundertealte Sehgewohnheiten hatten diesen Eindruck fest verankert. Seit 2004 ist eine Anzahl der neuen, wissenschaftlich abgesicherten Rekonstruktionen zusammen mit der Dokumentation ihrer Entstehung auf viel beachteten Ausstellungen in München, Kopenhagen, Rom, Basel, Amsterdam, Istanbul, Athen, Hamburg, Frankfurt, Kassel und Berlin zu sehen. Es geht dabei nicht darum, die klassischen Museumsstücke durch farbige Repliken zu ersetzen. Die Originale werden von den Restauratoren und Kuratoren in ihrer künstlerischen Einmaligkeit als nicht austauschbar angesehen. Doch die farblichen Rekonstruktionen könnten wertvolle zusätzliche Informationen liefern.

## Ältere Literatur
- Ludvig Peter Fenger: Dorische Polychromie: Untersuchungen über die Anwendung der Farbe auf dem dorischen Tempel. Berlin 1886, Universitätsbibliothek Heidelberg.
- Jacques Ignace Hittorff: Restitution du temple d’Empédocle à Sélinonte, ou l’architecture polychrôme chez les Grecs. Paris 1851, Digitalisat Universitätsbibliothek Heidelberg
- Franz Kugler: Ueber die Polychromie der griechischen Architektur und Sculptur und ihre Grenzen. Berlin 1835, Digitalisat auf archive.org
- Antoine Chrysostôme Quatremère de Quincy: Le Jupiter olympien ou l’art de la sculpture antique. Paris 1815, Digitalisat Universitätsbibliothek Heidelberg
- Gottfried Semper: Vorläufige Bemerkungen über bemalte Architektur und Plastik bei den Alten, Altona 1834, doi:10.3931/e-rara-11926, Google Books Search, Digitalisat Bayerische Staatsbibliothek
- Johann Martin von Wagner: Bericht über die Äginetischen Bildwerke im Besitze S. K. Hoheit des Kronprinzen von Baiern. Stuttgart / Tübingen 1817, Digitalisat Bayerische Staatsbibliothek

## Neuere Untersuchungen
- Vinzenz Brinkmann: Die Polychromie der archaischen und frühklassischen Skulptur. München 2003.
- Vinzenz Brinkmann, Raimund Wünsche (Hrsg.): Bunte Götter – Die Farbigkeit antiker Skulptur. Staatliche Antikensammlungen und Glyptothek, München 2004, ISBN 3-933200-08-3. [1. Ausstellungskatalog]
- Vinzenz Brinkmann, Andreas Scholl (Hrsg.): Bunte Götter. Die Farbigkeit antiker Skulptur. Hirmer, München, 2010, ISBN 978-3-7774-2781-2 [3. Ausstellungskatalog]
- Vinzenz Brinkmann, Oliver Primavesi, Max Hollein (Hrsg.): Circumlitio. The Polychromy of Antique and Mediaeval Sculpture. Proceedings of the Johann David Passavant Colloquium, 10-12 December 2008, München 2010.
- Astrid Nunn: Farben und Farbigkeit auf mesopotamischen Statuetten. In: J. Becker, R. Hempelmann, E. Rehm (Hrsg.): Kulturlandschaft Syrien. Zentrum und Peripherie. Festschrift für Jan-Waalke Meyer. 2010, S. 427–448 (Text) und 659–669 (Tafeln, Digitalisat).[6]
- Clarissa Blume:  Polychromie hellenistischer Skulptur. Ausführung, Instandhaltung und Botschaften. München 2015, ISBN 3-7319-0017-3.
- Vinzenz Brinkmann, Ulrike Koch-Brinkmann (Hrsg.): Bunte Götter – Golden Edition. Die Farben der Antike. Ausstellungskatalog, Frankfurt Liebieghaus. Prestel, München 2019, ISBN 978-3-7913-5936-6.
- Felix Henke: Die Farbigkeit der antiken Skulptur. Die griechischen und lateinischen Schriftquellen zur Polychromie. Reichert, Wiesbaden 2020, ISBN 978-3-95490-427-3.
- David Wharton: A cultural history of color in antiquity. (The cultural histories series). Bloomsbury Academic, London 2022.

## Film
- Bunte Götter. Vom Farbrausch der Antike. Dokumentation, Deutschland, 2008, 26 Min., Buch und Regie: Rudolf Schmitz, Produktion: hr, arte, Erstsendung: 18. Januar 2009